# Eudistoma aureum
Eudistoma aureum är en sjöpungsart som beskrevs av Kott 1990. Eudistoma aureum ingår i släktet Eudistoma och familjen Polycitoridae. Inga underarter finns listade i Catalogue of Life.